# Ishikawa (Klan)

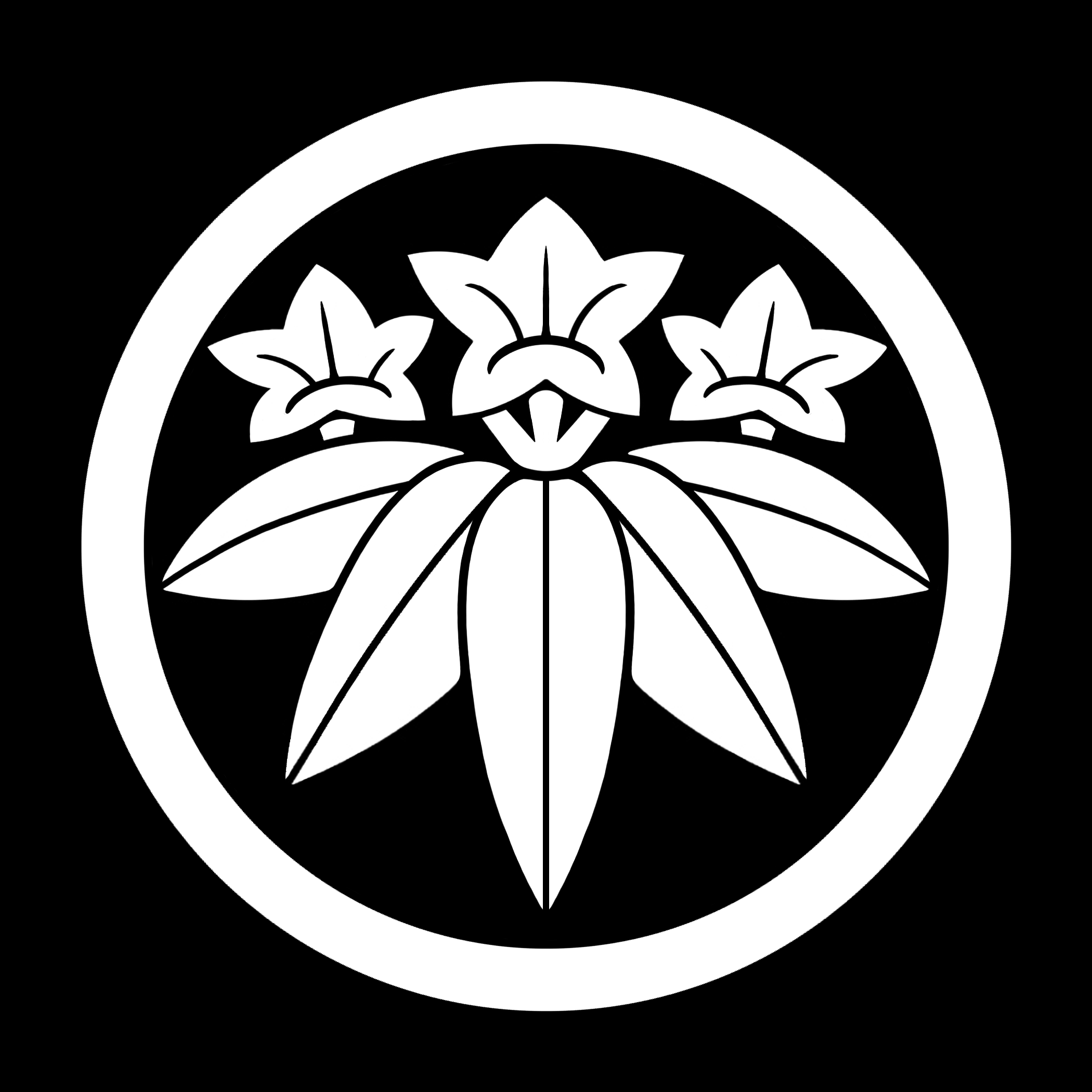
Wappen der Ishikawa (Japanischer Herbstenzian)

Wappen der Ishikawa in Shimodate (Eine Herbstenzian-Variante)

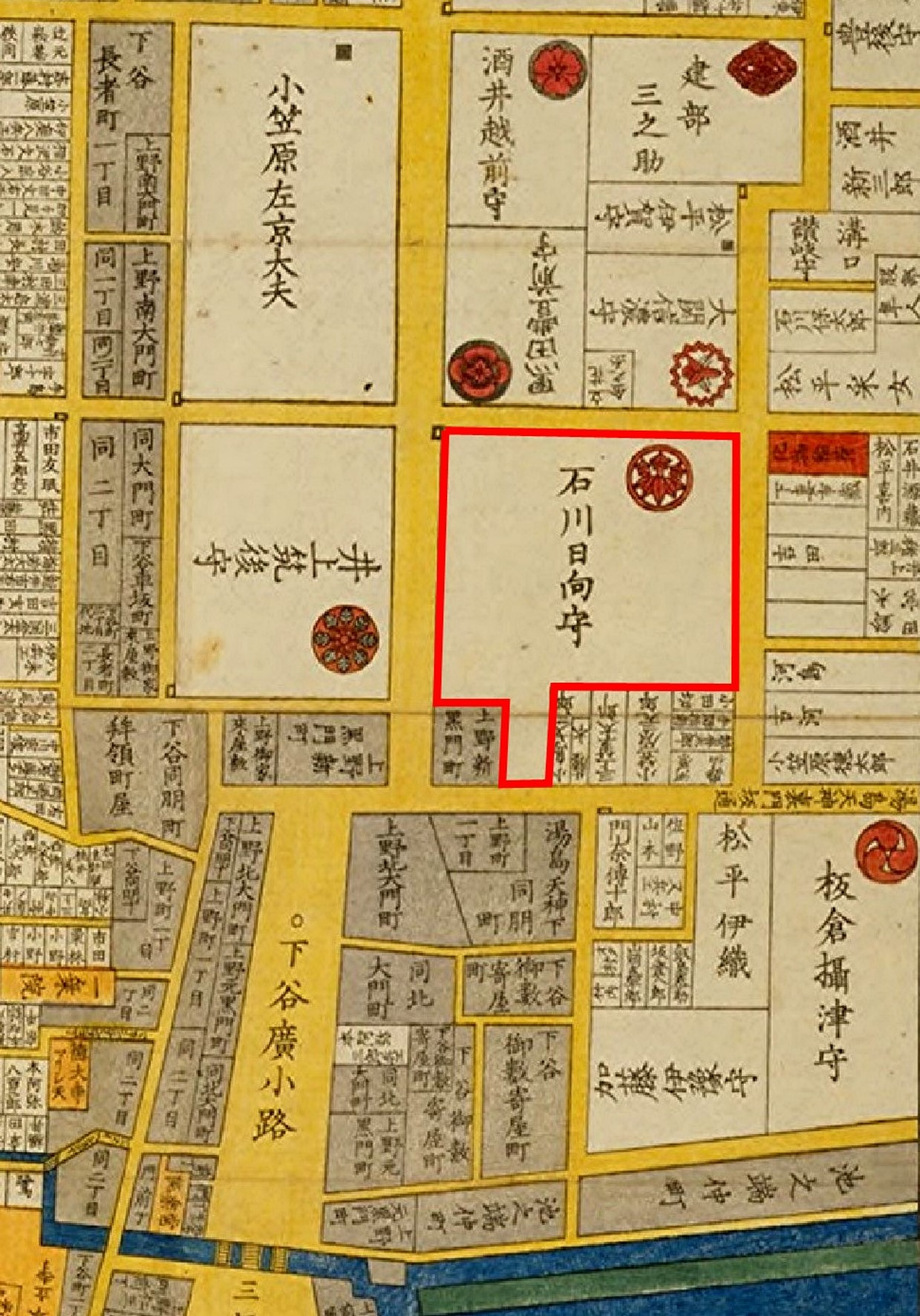
Ishikawa-Residenz in Edo.

Die Ishikawa (japanisch 石川氏, Ishikawa-shi) waren eine Familie des japanischen Schwertadels (Buke), die sich von Minamoto no Yoshitoki, Sohn des Yoshiie (Seiwa-Genji) ableitete. Mit einem Einkommen von 60.000 Koku gehörten die in Kameyama (Präfektur Mie) residierenden Ishikawa zu den mittelgroßen Fudai-Daimyō der Edo-Zeit.

## Genealogie
- Kiyokane (清兼) hatte zwei Söhne, Ienari und Yasumasa.
  - Ienari (家成; 1534–1609), Hyūga no kami, diente Tokugawa Ieyasu und begleitete ihn auf allen seinen Feldzügen gegen die Imagawa, Takeda usw.
    - Yasumichi (康通; 1554–1607), Nagato no kami, erhielt 1590 die Domäne Naruto (Provinz Kōzuke) mit 20.000 Koku. Nach der Schlacht von Sekigahara wurde er nach Ōgaki (Mino) mit 50.000 Koku versetzt.
      - Tadafusa (忠房; 1572–1650), ein Sohn von Ōkubo Tadachika, wurde von Yasumichi adoptiert und wurde dessen Nachfolger. Verwickelt in eine Affäre seines Vaters Tadachika wurde er 1614 abgesetzt. Nach der Schlacht von Sekigahara rehabilitiert, erhielt er die Domäne Hida (Bungo) mit 60.000 Koku. 1633 wurde er nach Sakura (Shimousa) versetzt und im Jahr darauf nach Zeze (Ōmi). – Die Nachkommen residierten von 1651 bis 1669 in Kameyama (Ise), von 1669 bis 1711 in Yodo (Yamashiro), danach bis 1744 in Matsuyama (Bitchū) und schließlich wieder in Kameyama mit 60.000 Koku. Nach 1868 Vizegraf.
      - Ein Nebenzweig wurde nach dem Tode Tadafusas geschaffen. Der Zweig residierte zunächst in Kambe (Ise) und dann von 1732 bis 1868 in Shimodate[Anm. 1] (Hitachi) mit 20.000 Koku.
      - Eine Tochter Yasumichis heiratete Matsudaira Ienori von den Ōgyū-Matsudaira, dessen Sohn Matsudaira Norimasa eine Nebenlinie gründete, die ebenfalls den Namen Ishikawa trug.

  - Yasumasa (康政), ein weiterer Sohn Kiyokanes, Hōki no kami, erhielt 1590 die Domäne von Fukashi (jetzt Matsumoto, Shinano) mit 100.000 Koku. Sein Enkel war in eine Affäre um Ōkubo Nagayasu verwickelt und wurde 1613 abgesetzt.  
    - Kazunori (数矩), ein Großenkel Yasumasas, Higo no kami, hatte ein Einkommen von 15.000 Koku in Shinano. Auch er wurde zur selben Zeit und aus demselben Grund wie sein Onkel Kazunori abgesetzt.